# Bacchisa punctata
Bacchisa punctata är en skalbaggsart som först beskrevs av Thomson 1865.  Bacchisa punctata ingår i släktet Bacchisa och familjen långhorningar. Inga underarter finns listade.